# Jérôme Naulais
Jérôme Naulais (?, 1951) is een Frans componist, muziekpedagoog, dirigent, violist, contrabassist en trombonist.

## Levensloop
Naulais groeide op in een muzikale familie en kreeg op zesjarige leeftijd zijn eerste muziekonderwijs. Hij kreeg eerste prijzen viool en contrabas aan het "Conservatoire National de Boulogne". Vervolgens studeerde hij aan het Conservatoire national supérieur de musique in Parijs en behaalde een eerste prijs solfège in 1970 en eveneens een eerste prijs trombone 1971.
Hij werd trombone solist in het Orchestre national d'Île-de-France van 1974 tot 1976 en vervolgens tot 1982 bij het Orchestre des Concerts Colonne. Sinds de oprichting was hij als trombonist verbonden aan het "Ensemble Intercontemporain" onder leiding van Pierre Boulez. Hij werkte bij vele studioopnames van internationaal bekende artiesten zoals Charles Aznavour, Harry Belafonte, Marlene Dietrich, Gilbert Bécaud en Shirley Bassey als arrangeur en/of trombonist mee.
Hij was docent voor trombone aan de muziekschool in Antony, Fresnes, Sèvres en aan de École nationale de Musique et de Danse de Ville d'Avray. Van 1980 tot 1998 was hij directeur van de muziekschool (École de Musique de Bonneuil-sur-Marne). Hij werd directeur van de muziekschool van de muzikale club van de la Poste (ptt) in Parijs en dirigent van het aangesloten harmonieorkest.
Als componist is hij zeer productief en schreef werken voor orkest, harmonieorkest, kamermuziek en pedagogische literatuur. Zijn composities worden niet alleen in Europa maar in de Verenigde Staten, Canada en Japan uitgevoerd.

## Composities

### Werken voor orkest
- 1999 Le vent des helices, voor vijf trompetten en orkest
- Dany boy, voor strijkorkest
- Divertimento Nº1, voor strijkorkest
- Donna, Donna, voor strijkorkest
- Latitudes, voor orkest
- Salvador de Bahia, voor strijkorkest

### Werken voor harmonie- of fanfareorkest of brassband
- 1992 Amuse gueule, voor harmonieorkest
- 1992 Firerock, voor harmonieorkest
- 1994 Face à face, voor blaaskwintet solo en harmonieorkest[1]
- 1995 Caminos, voor harmonieorkest (samen met: Alain Bodenes)
- 1995 Saxtory, voor saxofoonkwartet en harmonieorkest[2][3]
- 1997 Canta me la, voor jeugdharmonieorkest
- 1999 Agitations, voor harmonieorkest
- 1999 Incandescens, voor harmonieorkest
- 1999 Le vent des helices, voor vijf trompetten en harmonieorkest
- 2002 Comic band, voor harmonieorkest
- 2002 La Galerie Mysterieuse, voor harmonieorkest
- 2002 Le Vent d'Autan, voor harmonieorkest
- 2002 Más alla del sol, voor harmonieorkest
- 2003 Engrenages, voor groot koperensemble en slagwerk
- 2003 Parfum de Paris, voor harmonieorkest
- 2003 Russian Festival, voor harmonieorkest
- 2003 Tony, voor bugel solo en harmonieorkest
- 2003 Voyage au Japon, voor harmonieorkest
- 2004 Le vent d'autan, voor harmonieorkest
- 2005 Arcane I, voor eufonium solo en harmonieorkest
- 2007 La grande muraille, voor harmonie- of fanfareorkest
- 2007 La soupe aux choux, voor harmonieorkest
- 2008 Da Vinci Code, voor harmonieorkest
- 2009 Double Jeu, voor trombone solo en harmonie- of fanfareorkest
- 2009 Jeux Interdits, voor gitaar en harmonie- of fanfareorkest ook voor piano en brassband
- 2009 Love Train, voor harmonieorkest
- 2009 Montmartre, voor harmonieorkest en strijkers
- 2009 Scotland the Brave, voor harmonieorkest
- 4 Fanfares, voor harmonie- of fanfareorkest
- À la belle époque, voor trompet en harmonieorkest
- À la croisée des chemins, voor fanfareorkest
- Alma Latina, voor harmonieorkest
- Amor y Sol, voor harmonie- of fanfareorkest
- Anche ou démon, voor basklarinet solo en harmonieorkest
- Attention à la marche, voor harmonieorkest
- Bagatelles, voor harmonieorkest
- Canicule, voor trompet solo en harmonieorkest
- Cap Tonic, voor harmonieorkest
- Celtic festival, voor harmonieorkest
- Chocs, voor 4 slagwerkers solo en harmonieorkest
- Circus Marche, voor harmonie- of fanfareorkest
- Conversations, voor harmonieorkest
  1. Ragtime
  2. Ballade
  3. Animando
- Cool paradise, voor harmonieorkest
- Danny boy, voor jeugdharmonieorkest
- Dans un tourbillon d'eau perlée, voor harmonieorkest
- Downtown, voor harmonie- of fanfareorkest
- Embuscade, voor harmonieorkest
- Émotions, voor harmonieorkest
- Envol vers l'infini, voor harmonieorkest
- Étoile des profondeurs, voor trombone en harmonieorkest 
  1. Allegro
  2. Ballade
  3. Final Allegro
- Évasion, voor trompet solo en harmonie- of fanfareorkest
- Fantaisie Hongroise, voor dwarsfluit, klarinet solo en harmonieorkest
- Flamme and Co, voor harmonie- of fanfareorkest
- Flash-Opening, voor harmonieorkest
- Frissons, voor altsaxofoon solo en harmonieorkest
- Histoire d'airs, voor harmonieorkest
- Hurricane, voor harmonieorkest
- Incandescens, voor harmonieorkest
- Intrigues, voor harmonieorkest
- Irish Story, voor harmonie- of fanfareorkest met strijkers
- Jardin secret, voor harmonieorkest
- Key West, voor solo instrument (dwarsfluit, hobo, klarinet, sopraan-/altsaxofoon, trompet of viool) en harmonieorkest
- L'Âme de Notre Harmonie, voor gemengd koor en harmonieorkest
- La Conquistadora, voor harmonieorkest
- La Cueva del Dragón, voor bastrombone solo en harmonieorkest
- Latitudes, voor trombone en harmonieorkest
- Le temps des cathédrales, voor harmonieorkest
- Long beach, voor harmonieorkest
- Lost Dream, voor harmonieorkest
- Lyrical Overture, voor harmonieorkest
- Made in brass, voor koperkwintet solo en harmonieorkest
- Magie Noire, voor harmonieorkest
- Niagara Falls, voor harmonieorkest
- Oh happy day, voor harmonieorkest
- Olas de amor, voor trompet solo en harmonieorkest
- Original Circus, voor harmonieorkest
- Piña Colada, voor harmonieorkest
- Pulsions, voor 13 koperblazers en 4 slagwerkers
- Rock Number One, voor harmonieorkest
- Russian Overture, voor harmonieorkest
- Sax de voyage, voor sopraansaxofoon (of tenorsaxofoon) en harmonieorkest
- Sentimental Bossa, voor harmonieorkest
- Skyline, voor harmonie- of fanfareorkest of brassband
- Turbulences, voor harmonieorkest
- Une comédie slave, voor harmonieorkest
- Val Rock, voor harmonieorkest
- Valsissimo, voor vier fagotten en harmonieorkest
- Vaya Chicos, voor harmonie- of fanfareorkest of brassband
- Vent d'Est, voor harmonie- of fanfareorkest
- Vibrations, voor harmonieorkest
- Vienna By Night, voor harmonieorkest
- Why not?, voor harmonieorkest

### Vocale muziek

#### Werken voor koor
- La machine (en location), voor zangstem en gemengd koor

### Kamermuziek
- 1984 Labyrinthe, voor zeven koperblazers (2 trompetten, 2 hoorns, 2 trombones, tuba) en slagwerk
- 1988 Cocktail, voor trompetensemble
- 1988 Patchwork, voor saxofoonkwartet
- 1989 Images, voor zeven koperblazers en 3 slagwerkers
- 1989 Mise à Sax, voor saxofoonkwintet
- 1992 L'homme aux 3 visages, voor negen blazers (trombone solo; dwarsfluit; 2 hobo's; 2 klarinetten; 2 fagotten en hoorn in F)
- 2002 Alma Latina, voor dwarsfluit en piano
- 12 petites pièces variés, voor eufonium en tuba
- A fa feutrés, voor trombone en piano
- Arthur, voor trompet en piano
- Au fond des bois, voor eufonium en tuba
- Au Tyrol, voor klarinet en piano
- Audrey... de ma blonde, voor trombone en piano
- Basse température, voor contrabas en piano
- Blanches d'hautbois, voor hobo en piano
- Brisamar, voor cello en piano
- Brumes, voor hoorn en piano
- Caprichos, voor dwarsfluit en piano
- Ce Matin-la, voor altsaxofoon en piano
- Ce soir là, voor cello en piano
- Conte d'antan, voor klarinet en piano
- Cool trombone, album voor trombone en piano
- Couleur du temps, voor viool en piano
- Daminou, voor trompet en piano
- Dérapages, voor vier trombones en marimba
- Destination, voor fluitensemble (samen met: Alain Bodenes)
- Deux si deux la, voor dwarsfluit en piano
- Douze duos variés, voor twee klarinetten
- Échappée clandestine, voor viool en piano
- Écrin de rosée, voor altsaxofoon en piano
- Empreintes, voor trombone en piano
- En quête du temps perdu, voor klarinet en piano
- En revenant de Nohant, voor dwarsfluit en piano
- Escapades, voor trompetensemble (10 trompetten)[4]
- Filés de sol, voor viool en piano
- Fulgurans, voor trompetensemble
- Gentleman charmeur, voor tuba en piano
- Grave décision, voor contrabas en piano
- Heureux comme un basson sur l'eau, voor fagot en piano
- Hier et aujourd'hui, voor trombone en piano
- Influences, voor 2 trompetten, 2 hoorns, 2 trombones en tuba
- Irish Coffee, voor klarinet en piano
- Jazz Suite, versie voor 2 trompetten, 2 hoorns, 2 trombones tuba en slagwerk
- Jeu Totem, voor hoorn en piano
- Juste un rêve, voor viool en piano
- La Basse du roi, voor contrabas en piano
- La Cabane d'Hippolyte, voor cello en piano
- La Canne de Provence, voor klarinet en piano
- La Corde rêve, voor contrabas en piano
- La fille des sables, voor altsaxofoon en piano
- La petite sirène, voor dwarsfluit en piano
- La Place Rouge, voor trompet en piano
- La Toupie, voor xylofoon en piano
- La-Mi calmant, voor altviool en piano
- Lady Pily, voor klarinet en piano
- Latin District, voor 6 trombones en 2 bastrombones
- L'Étrange Napolitaine, voor trombone en piano
- Le Baladin, voor hoorn en piano
- Le Jardin sur la lagune, voor hoorn en piano
- Le Piège de Calpe, voor trombone en piano
- Le tabou'ré, voor fagot en piano
- Les Balanciers, voor hoorn en piano
- Les Humeurs de Pierrot, voor dwarsfluit en piano
- Let's Bone March, voor 7 trombones
- Ma première romance, voor viool en piano
- Marie-Caramel, voor alt- of tenorsaxofoon en piano
- Menu à la quarte, voor trombone en piano
- Message secret, voor klarinet en piano
- Nara, voor dwarsfluit en piano
- Natalina, voor klarinet en piano
- Neige sur la Forêt Noire, voor klarinet en piano
- Noctavia, voor fagot en piano
- Nuit Cosaque, voor trombone en piano
- Oasis, voor klarinet en pinao
- Obsessions 6, voor 5 koperblazers en 4 slagwerkers
- One Bone Show, voor trombone en piano
- Opéracor, voor hoorn en piano
- Pain d'épice, voor alt- of tenorsaxofoon en piano
- Paseando, voor trombone en piano
- Pastel, voor trombone en piano
- Petit navire, voor altviool en piano
- Petit Train, voor trompet (of klarinet) en piano
- Petite Suite Latine, voor altsaxofoon en piano
- Petites ondes, voor altsaxofoon en piano
- Popbone, voor trombone en piano
- Premier regard, voor klarinet en piano
- Prise de bec, voor klarinet en piano
- Promenade lyonnaise, voor trompet en piano
- P'tit Jules, voor trompet en piano
- Quatre à quatre, voor trombone en piano
- Regard dore, voor trompet en piano
- Rock à Charnay, voor trompet en piano
- Safari, voor trombone en piano
- Saxado, voor saxofoon en piano
- Sax symbole, voor altsaxofoon en piano
- Sax trotter, voor saxofoon en piano
- Soirée d'été, voor viool en piano
- Souviens toi, voor hobo en piano
- Steph et Lisa, voor altsaxofoon en piano
- Sur le chemin du clair matin, voor dwarsfluit en piano
- Sur le ton de la confidence, voor altviool en piano
- Tapas nocturnes, voor altsaxofoon en piano
- Toquades, voor klarinetkwartet en drumstel[5][6][7][8]
- Triangle Austral, voor 8 koperblazers en slagwerk
- Un instant d'égarement, voor trompet en piano
- Un jour à Saint Flour, voor trombone en piano
- Un matin de Printemps, voor trompet en piano
- Va-et-vient, voor slagwerk en piano
- Vacances aux Antilles, voor trombone en piano
- Vacances en Bourgogne, voor alt- of tenorsaxofoon en piano
- Vertiges, voor koperkwintet[9]
- Via Mexico, voor trompet en piano
- Zazou dans le tortillard, voor trompet en piano
- Zoom, voor koperkwintet

### Werken voor piano
- 12 recreations pour jeunes pianistes
- Au Pays Celte
- Aventure Nocturne
- Manolo
- Nino
- Nostalgia
- Petit Démon
- Rêverie d'un soir
- Sahara
- Scotty

## Media
1. ↑  Face à face door een Portugees harmonieorkest o.l.v. Jo Conjaerts tijdens een concours in Vila Franca de Xira
2. ↑  Saxtory (1/2) door saxofoonkwartet (Supat Hanpatanachai (sopraansaxofoon); Promwut Sudtakoo (altsaxofoon); Wisuwat Pruksavanich (tenorsaxofoon); Anond Fuangfoo (baritonsaxofoon)) en het Mahidol Wind Symphony Orchestra
3. ↑  Saxtory (2/2) door saxofoonkwartet (Supat Hanpatanachai (sopraansaxofoon); Promwut Sudtakoo (altsaxofoon); Wisuwat Pruksavanich (tenorsaxofoon); Anond Fuangfoo (baritonsaxofoon)) en het Mahidol Wind Symphony Orchestra
4. ↑  Escapades door Ensemble de Trompetes de Palmela
5. ↑  Toquades deel: "Tango" door Mariinsky Clarinet Club
6. ↑  Toquades deel: "Slow Rock" door Mariinsky Clarinet Club
7. ↑  Toquades deel: "Jazz Valse" door Mariinsky Clarinet Club
8. ↑  Toquades deel: "Perpetuum Movement" door Mariinsky Clarinet Club
9. ↑  Vertiges door Macao Brass Quintet op YouTube (video niet meer beschikbaar)

- Bibsys: 14052954
- Biblioteca Nacional de España: XX5554661
- Bibliothèque nationale de France: cb147851649 (data)
- CiNii: DA12740569
- Gemeinsame Normdatei: 139605290
- International Standard Name Identifier: 0000 0001 0896 5470
- Library of Congress Control Number: n88675350
- MusicBrainz: b3cd9cc8-1429-4a5b-8edf-72eac4a303a3
- Nationale Bibliotheek van Tsjechië: xx0056433
- Nationale bibliotheek van Australië: 35617395
- Nationale Bibliotheek van Israël: 987007319695505171
- Nederlandse Thesaurus van Auteursnamen: 156322471
- Réseau des bibliothèques de Suisse occidentale: 02-A005237551
- Système universitaire de documentation: 142992259
- Virtual International Authority File: 47025577
- WorldCat: E39PBJjMFMGx8HWKghy3cYKw4q